# Adriatische Euregio
De Adriatische Euregio is een Euregio die bestaat uit landen en hun bestuurlijke onderverdelingen die grenzen aan de Adriatische Zee. De Euregio werd in 2006 opgericht. De president van de Euregio is de Kroatische Ivan Jakovčić. 

## Leden
- Italië
  - Apulië
  - Molise
  - Abruzzen
  - Marche
  - Emilia-Romagna
  - Veneto
  - Friuli-Venezia Giulia
- Slovenië
  - Koper
  - Izola
  - Piran
- Kroatië
  - Istrië
  - Primorje-Gorski Kotar
  - Lika-Senj
  - Zadar
  - Šibenik-Knin
  - Split-Dalmatië
  - Dubrovnik-Neretva
- Bosnië en Herzegovina
  - Herzegovina-Neretva
- Montenegro (op federaal niveau)
- Albanië (op federaal niveau)